# U 136 (U-Boot, 1918)
U 136  war ein dieselelektrisches U-Boot der deutschen Kaiserlichen Marine im Ersten Weltkrieg.

## Indienststellung
U 136 wurde am 27. Mai 1916 in Auftrag gegeben, lief am 7. November 1917 bei der Kaiserlichen Werft in Danzig vom Stapel und wurde am 15. August 1918 in Dienst gestellt. Erster und einziger Kommandant war Kapitänleutnant Hermann Menzel.
U 136 führte während des Ersten Weltkriegs keine Unternehmung durch und konnte daher kein Schiff versenken oder beschädigen.

## Verbleib
Am 23. Februar 1919 wurde U 136 an Frankreich ausgeliefert. 1921 wurde das Boot in Cherbourg  verschrottet.